# Lepismium asuntapatense
Lepismium asuntapatense és una espècie vegetal del gènere Lepismium de la família de les cactàcies.

## Descripció
Lepismium asuntapatense creix de forma epífita amb tiges penjants i ramificades que creixen fins a 1,5 metres de llarg. Els segments de les tiges són aplanats, tenen una llargada de fins a 40 centímetres, entre 2,5 a 3 centímetres d'ample i fins a 4 mil·límetres de gruix. Les vores són corbes. Les denses arèoles tomentoses de color blanc són una mica alçades i estan separades entre 2,5 i 4 centímetres. Normalment no hi ha espines. Però, de vegades, hi ha espines minúscules i insignificants a les velles arèoles.
Les flors són individuals, amb forma de campana, de color taronja (a vermell) apareixen a un costat. Tenen entre 11 i 15 mil·límetres de llarg i tenen diàmetres de 14 a 19 mil·límetres. No se sap res sobre els fruits i les llavors.

## Distribució
Lepismium asuntapatense és comú al departament bolivià de La Paz a la selva tropical de muntanya a altituds de 1000 a 1350 metres.

## Taxonomia
Lepismium asuntapatense va ser descrita per Michael Kessler, Pierre Leonhard Ibisch i Wilhelm Barthlott i publicat a Bradleya; Yearbook of the British Cactus and Succulent Society 18: 13. 2000.
Etimologia
Lepismium : nom genèric que deriva del grec: "λεπίς" (lepis) = "recipient, escates, apagat" i es refereix a la forma en què en algunes espècies les flors es trenquen a través de l'epidermis.
asuntapatense: epítet
Sinonímia
- Pfeiffera asuntapatensis (M.Kessler, Ibisch & Barthlott) Ralf Bauer (2005).[2]